# 小高健
小高 健（おだか たけし、1929年（昭和4年） - 2011年（平成23年）12月23日）は日本の医学者。埼玉県出身。東京大学名誉教授、医学博士（東京大学・1959年）。発がん過程に関与する遺伝子発見の先駆けとなる研究を行い、晩年は医学史研究にも尽力し数冊の著書を著した。
東京大学伝染学研究所 助教授、東京大学医科学研究所 教授、所長、埼玉医科大学 教授を歴任。1992年には第36回野口英世記念医学賞を受賞している。

## 略歴
- 1954年3月 - 東京大学医学部医学科卒業[1][3]
- 1959年3月 - 東京大学大学院生物系研究科[注 1]第三基礎医学博士課程修了、医学博士[4]
- 1959年4月 - 日本対がん協会ガン研究奨励会により東京大学伝染病研究所（現：医科学研究所）にて研究[要出典]
- 1960年2月 - 東京大学伝染病研究所 癌研究部 助手[3]
- 1962年8月-1964年7月 - フンボルト奨学生として、 西ドイツ・マックス・プランク・ウイルス研究所（英語版）に留学[3]
- 1966年7月 - 東京大学伝染病研究所 制癌研究部 助教授[3]
- 1974年11月 - 東京大学医科学研究所 細胞遺伝学研究部 教授[3]
- 1983年4月-1987年3月 - 東京大学医科学研究所 所長（第18代）[10]
- 1990年3月 - 東京大学を定年退職[2]、5月名誉教授[要出典]
- 1990年4月 - 埼玉医科大学客員教授[3]
- 1992年7月 - 埼玉医科大学 細菌学教室 教授[3]
- 1992年 - 野口英世記念医学賞受賞
- 1997年4月 - 埼玉医科大学 図書館長[3]
- 1999年3月 - 埼玉医科大学を退職[2]

## 著作

### 学位論文
- 小高健『形質変換による肺炎球菌のストレプトマイシン耐性化』東京大学〈博士論文〉、1959年3月。

### 著書（単著）
- 『伝染病研究所－近代医学開拓の道のり－』学会出版センター、1992年12月。ISBN 978-4762267154。
- 『山極勝三郎－世界初の人工発癌に成功した－』学会出版センター〈人と学問選書〉、2006年3月。ISBN 978-4762230486。
- 『日本近代医学史』考古堂書店、2011年7月。ISBN 9784874997680。
- 『長与又郎－日本近代医学の推進者－』考古堂書店、2012年。ISBN 9784874998014。

### 著書（編集・翻訳・分担執筆）
- 小高健 著「ウイルスによる免疫抑制」、畔柳武雄、大高裕一、松橋直 編『免疫学の周辺』医学書院〈免疫学叢書12〉、1971年。
- ヒルデマン 著、渡辺貞、小高健 監訳 編『免疫遺伝学』広川書店、1973年。
- 長與又郎 著、小高健 編『長與又郎日記－近代化を推進した医学者の記録 （上）－』学会出版センター、2001年3月。ISBN 978-4762229589。
- 長與又郎 著、小高健 編『長與又郎日記－近代化を推進した医学者の記録 （下）－』学会出版センター、2002年6月。ISBN 978-4762229961。

### 解説
- 小高健「世界で初めて人工発癌に成功－山極勝三郎教授と市川厚一研究員－」『近代日本の創造史』第4巻、2007年、16-25頁。